# Kim Christensen (Fußballspieler, 1980)
Kim Christensen (* 8. Mai 1980) ist ein ehemaliger dänischer Fußballspieler auf der Position eines Stürmers.

## Vereinskarriere
Christensen begann seine Karriere bei dem dänischen Klub Lyngby BK. Im Dezember 2001 wechselte er für eine Ablösesumme von 500.000 DKK ins Ausland zum Hamburger SV. Er hatte es schwer, seinen Weg in die Startaufstellung zu finden; Im Sommer 2003 wechselte er zum niederländischen Verein FC Twente. Bei Twente wurde er öfter eingesetzt.
Als sein Vertrag bei Twente im Juli 2005 auslief, wechselte er ablösefrei nach Dänemark zu Brøndby IF. Nach einem Jahr bei Brøndby wechselte er zum Liga-Rivalen Odense BK. Im August 2007 wechselte er zu FC Barnsley. Dort debütierte er gegen Colchester United, als er in der 73. Minute eingewechselt wurde. In den weiteren Spielen blieb er Ersatzspieler und erzielte sein erstes Tor im Auswärtsspiel gegen Charlton Athletic, ein Ausgleichstor in der Nachspielzeit, das dem Team einen Punkt brachte.
Am 23. Juni 2008 unterzeichnete er einen Zweijahresvertrag beim FC Midtjylland. Im Januar 2010 wechselte er zu AB Kopenhagen, einem Verein, der im Vorort Gladsaxe angesiedelt ist. Dort beendete er die Saison 2009/10 mit seiner Mannschaft auf dem vierten Platz. Im Januar 2011 schloss er sich Hellerup IK an. Dort beendete er im Jahr 2012 seine Laufbahn.

## Nationalmannschaftskarriere
Christensen spielte für die dänische U-21-Auswahl.